# Paul Hubschmid
Paul Hubschmid (Aarau, 20 juli 1917 – Berlijn, 1 januari 2002) was een Zwitserse film- en theateracteur.

## Biografie
Paul Hubschmid werd in 1917 geboren als het eerste kind van Paul Hubschmid sr., die als beheerder van een levensmiddelenwinkel (kantinemanager) van de schoenenfabrieken van Schönenwerder Bally werkte. Zijn moeder Alice, geb. Noël, de dochter van een chef-kok, schreef voor het Aargauer Tagblatt en beheerde later een ideeënbus voor het Zwitserse tijdschrift Femina. Hubschmid had een broer, Fritz, die een jaar jonger was dan hij, en een zus Alice die drie jaar jonger was.
Na zijn afstuderen aan de oude kantonschool in Aarau, voltooide Hubschmid een acteeropleiding aan het Max Reinhardt Seminar in Wenen in 1936/1937. Zijn moeder vroeg Ivan Bally, de beschermheer van de schoenenfabriek om een beurs om hem in staat te stellen om te studeren. Na het voltooien van zijn opleiding maakte hij zijn podiumdebuut in het Deutsches Volkstheater in Wenen. Verbintenissen volgden in het Theater in der Josefstadt en gastoptredens in Berlijn, Düsseldorf en Frankfurt am Main.
In 1938 kreeg Hubschmid zijn eerste filmrol in de Zwitserse productie Füsilier Wipf (naar de roman van Robert Faesi). Die missbrauchten Liebesbriefe volgden in 1940, na een aflevering in Gottfried Kellers Die Leute von Seldwyla. Leopold Lindtberg regisseerde beide keren. In 1948 kreeg hij een vijfjarig contract bij Universal Pictures in Hollywood, waar hij werkte onder het pseudoniem Paul Christian. De studio ontdekte dat de naam Hubschmid moeilijk uit te spreken was voor Amerikanen. Hij kreeg zijn eerste Hollywood-hoofdrol naast Maureen O'Hara en Vincent Price in de productie Bagdad. Il ladro di Venezia, een Amerikaans-Italiaanse coproductie, werd opgenomen op de oorspronkelijke locatie, de komedie No Time for Flowers, geregisseerd door Don Siegel, in Wenen.
Terug in Hollywood maakte hij de sciencefictionfilm The Beast from 20,000 Fathoms, de eerste verfilming van een roman van Ray Bradbury. In 1953 keerde Hubschmid terug naar Duitsland en speelde hij hoofdrollen naast Marika Rökk (Maske in Blau) en Liselotte Pulver (Die Zürcher Verlobung). Hij werd vooral populair in de hoofdrol in de avonturenfilm Der Tiger von Eschnapur, geregisseerd door Fritz Lang, evenals het vervolg Das indische Grabmal (een remake van de stomme films uit 1921, destijds geregisseerd door Joe May). In 1961 kreeg hij de rol van professor Higgins in de Duitse première van de musical My Fair Lady in het Berlijnse Theater des Westens. Het gezin verhuisde naar Berlijn. Voor Paul Hubschmid werd Higgins de rol van zijn leven, die hij meer dan 1000 keer speelde, onder meer in Wenen, München en Hamburg.
Het feit dat Hubschmid als Zwitsers staatsburger werkte in het toenmalige Groot-Duitsland tijdens het naziregime, leverde hem na de oorlog een tijdelijke boycot op de Zwitserse theaters, hetgeen hij later zelfkritisch bekeek. Hij betreurde het dat hij geen duidelijkere conclusies had getrokken met het oog op de wreedheden van het nazi-regime. Hij vond dit tot het einde onvergeeflijk, 'alleen te verklaren door mijn jeugd en mijn Zwitserse paspoort'.

## Privéleven en overlijden
In 1941 trouwde Hubschmid in Wenen met zijn collega Ursula von Teubern uit Keulen. In januari 1945 werd hun zoon Peter Christian geboren in Bad Ischl, waar ver van de oorlog een romantische komedie werd gefilmd.
Na de dood van zijn vrouw Ursula in 1963 trouwde Hubschmid tweemaal: in 1967 met zijn Duitse collega Eva Renzi, wiens dochter Anouschka hij adopteerde, en na de scheiding van dit huwelijk in 1985 met de Zwitserse actrice Irène Schiesser, met wie hij tot aan zijn dood samenwoonde. Paul Hubschmid overleed in januari 2002 op 84-jarige leeftijd.

## Onderscheidingen
- 1980: Gouden Filmband

## Filmografie
- 1938: Füsilier Wipf
- 1939: Maria Ilona
- 1939: Der letzte Appell (onvolledig)
- 1940: Mein Traum
- 1940: Die missbrauchten Liebesbriefe
- 1940: Mir lönd nüd lugg
- 1942: Meine Freundin Josefine
- 1942: Der Fall Rainer
- 1943: Wilder Urlaub
- 1943: Altes Herz wird wieder jung
- 1944: Der gebieterische Ruf
- 1944: Liebesbriefe
- 1945: Das seltsame Fräulein Sylvia
- 1948: Arlberg-Express
- 1948: Gottes Engel sind überall
- 1948: Der himmlische Walzer
- 1949: Geheimnisvolle Tiefe
- 1949: Bagdad Die schwarzen Teufel von Bagdad
- 1949: Das Gesetz der Liebe (Überläufer von 1944)
- 1950: Der Dieb von Venedig (Il ladro di Venezia)
- 1952: Palace Hotel
- 1952: No Time for Flowers
- 1953: Zwiespalt des Herzens (Die Venus vom Tivoli)
- 1953: Mit siebzehn beginnt das Leben
- 1953: Panik in New York (The Beast from 20,000 Fathoms)
- 1953: Musik bei Nacht
- 1953: Maske in Blau
- 1954: Schule für Eheglück
- 1954: Ungarische Rhapsodie
- 1954: Glückliche Reise
- 1955: Die Frau des Botschafters
- 1955: Ingrid – Die Geschichte eines Fotomodells
- 1955: Der Rommelschatz (Il tesoro di Rommel)
- 1956: Liebe, die den Kopf verliert
- 1956: Heute heiratet mein Mann
- 1956: Du bist Musik
- 1956: Die goldene Brücke
- 1956: Salzburger Geschichten
- 1957: Glücksritter
- 1957: Die Zürcher Verlobung
- 1957: Italienreise – Liebe inbegriffen
- 1958: Scampolo
- 1958: La morte viene dallo spazio
- 1958: Meine schöne Mama
- 1958: Ihr 106. Geburtstag
- 1958: Der Tiger von Eschnapur
- 1959: Das indische Grabmal
- 1959: Liebe, Luft und lauter Lügen
- 1959: Alle Tage ist kein Sonntag
- 1959: Auskunft im Cockpit
- 1959: Zwei Gitarren
- 1959: Marili
- 1960: Heldinnen
- 1960: Die Rote Hand
- 1960: Die junge Sünderin
- 1960: Schwarze Rose, Rosemarie (Festival)
- 1961: Die große Reise (tv)
- 1961: Kaiserliche Hoheit (Napoléon II L’Aiglon)
- 1961: Isola Bella
- 1962: Ich bin auch nur eine Frau
- 1963: Elf Jahre und ein Tag
- 1963: Das große Liebesspiel
- 1964: Die Diamantenhölle am Mekong
- 1964: Die Lady
- 1964: Die Unmoralischen (Le grain de sable)
- 1964: Heirate mich, Chéri
- 1964: Die schwedische Jungfrau
- 1965: Caroline und die Männer über vierzig (Moi et les hommes de 40 ans)
- 1965: Dis-moi qui tuer
- 1965: Die Herren
- 1965: Blonde Fracht für Sansibar (Mozambique)
- 1965: Sie werden lästig, mein Herr (Le majordome)
- 1966: Playgirl
- 1966: Der Mann mit den 1000 Masken (Upperseven, l'uomo da uccidere)
- 1966: Ich suche einen Mann
- 1966: Ein Gewissen verlangen
- 1966: Karriere (A belles dents)
- 1966: Finale in Berlin (Funeral in Berlin)
- 1968: Hemmungslose Manon (Manon 70)
- 1968: In Enemy Country
- 1968: Negresco****
- 1969: Hotel Royal (tv)
- 1969: Die Zielscheibe (A Taste of Excitement)
- 1969: This is Your Captain Speaking (korte film)
- 1970: Professor Siebzig und seine Undine (tv)
- 1970: Biografie – Ein Spiel (tv)
- 1970: Abenteuer in Neuguinea (Skullduggery)
- 1970: Wie ein Blitz (tv-driedeler)
- 1972: Das Jahrhundert der Chirurgen (tv-serie)
- 1972: Versuchung im Sommerwind
- 1973: Eine Frau bleibt eine Frau (tv-serie)
- 1974: Der Kommissar – Traumbilder (tv)
- 1975: Das ohnmächtige Pferd (tv)
- 1981: Zurück an den Absender (tv)
- 1985: Bolero
- 1986: Kir Royal – Königliche Hoheit
- 1988: Klassezämekunft
- 1989: Forsthaus Falkenau (12 afleveringen)
- 1991: Linda
- 1991: Jolly Joker (2 afleveringen)